# Finländska mästerskapet i fotboll 1915
Finländska mästerskapet i fotboll 1915 vanns av Kronohagens IF.

## Finalomgång

### Semifinaler
| Kronohagens IF | IFK Helsingfors | 5-3 |
| IFK Åbo        | Åbo AIK         | 7-5 |

### Final
| Kronohagens IF | IFK Åbo | 1-0 |

- Kronohagens IF finländska mästare i fotboll 1915.